# NT2400
NT2400は、クロアチアの首都・ザグレブの路面電車（ザグレブ市電）の車両。最新技術を導入しバリアフリーに適した構造を有する超低床電車で、2025年から導入が実施されている。

## 概要
2023年、ザグレブ市はザグレブ市電に残存するバリアフリーに適さない高床式電車の置き換えを目的に、クロアチアの重電メーカーであるコンサール（Končar）との間に新型路面電車車両を20両導入する契約を交わし、更に2024年にはオプション分を用いた20両分の追加発注を実施した。これを受けてコンサールが生産する車両がNT2400である。
台車が無いフローティング車体を中間に挟んだ片運転台式の3車体連接車で、エネルギー消費の削減を図るため回生ブレーキが搭載されている他、充電システムにより停電時でも短距離の走行が可能となっている。車内は段差が無い低床構造になっており、一部の乗降扉には車椅子用の首脳式スロープが設置されている。また、車内には充電用のUSBポートが各所に設置されている他、案内表示用のディスプレイや音声システムも搭載されている。

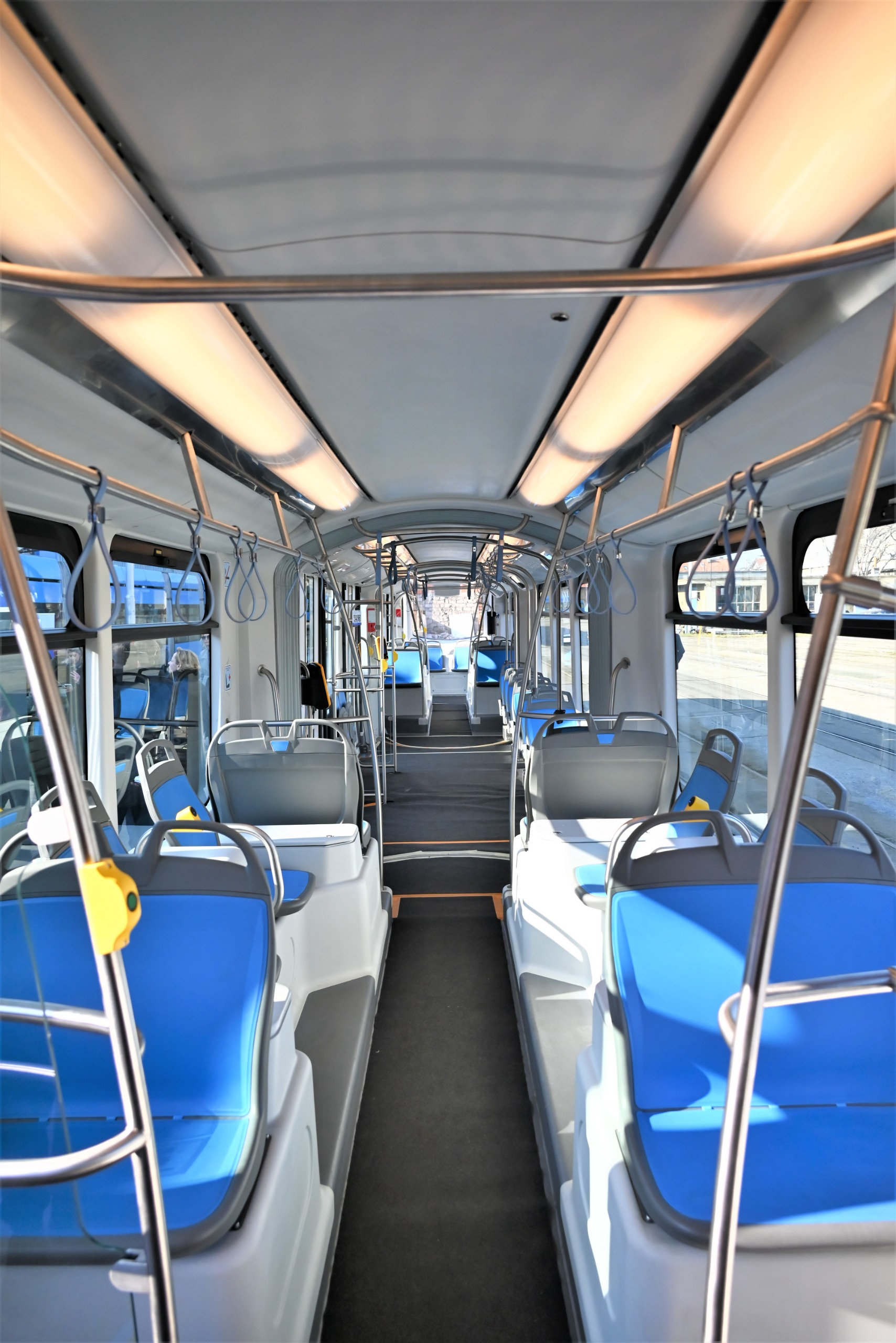
車内

2025年2月に最初の車両がザグレブに到着しており、試運転を経て営業運転に導入される。それ以降、同年中に最初の発注分の20両、2026年から2027年にかけて増備分の20両が導入される他、残りのオプション分である40両についても発注が予定されている。これにより、ザグレブ市電の在籍車両はバリアフリーに適した超低床電車に統一される事になっている。

## 関連形式
- クロトラム - 路面電車車両（超低床電車）の開発を目的にコンサールを含む企業によって設立されたコンソーシアム。ザグレブ市電には5車体連接車のTMK 2200と3車体連接車のTMK 2300が導入されている[2]。
- TMK 2500 - クロアチアの路面電車であるオシエク市電向けにコンサールが製造する3車体連接車（超低床電車）[5]。

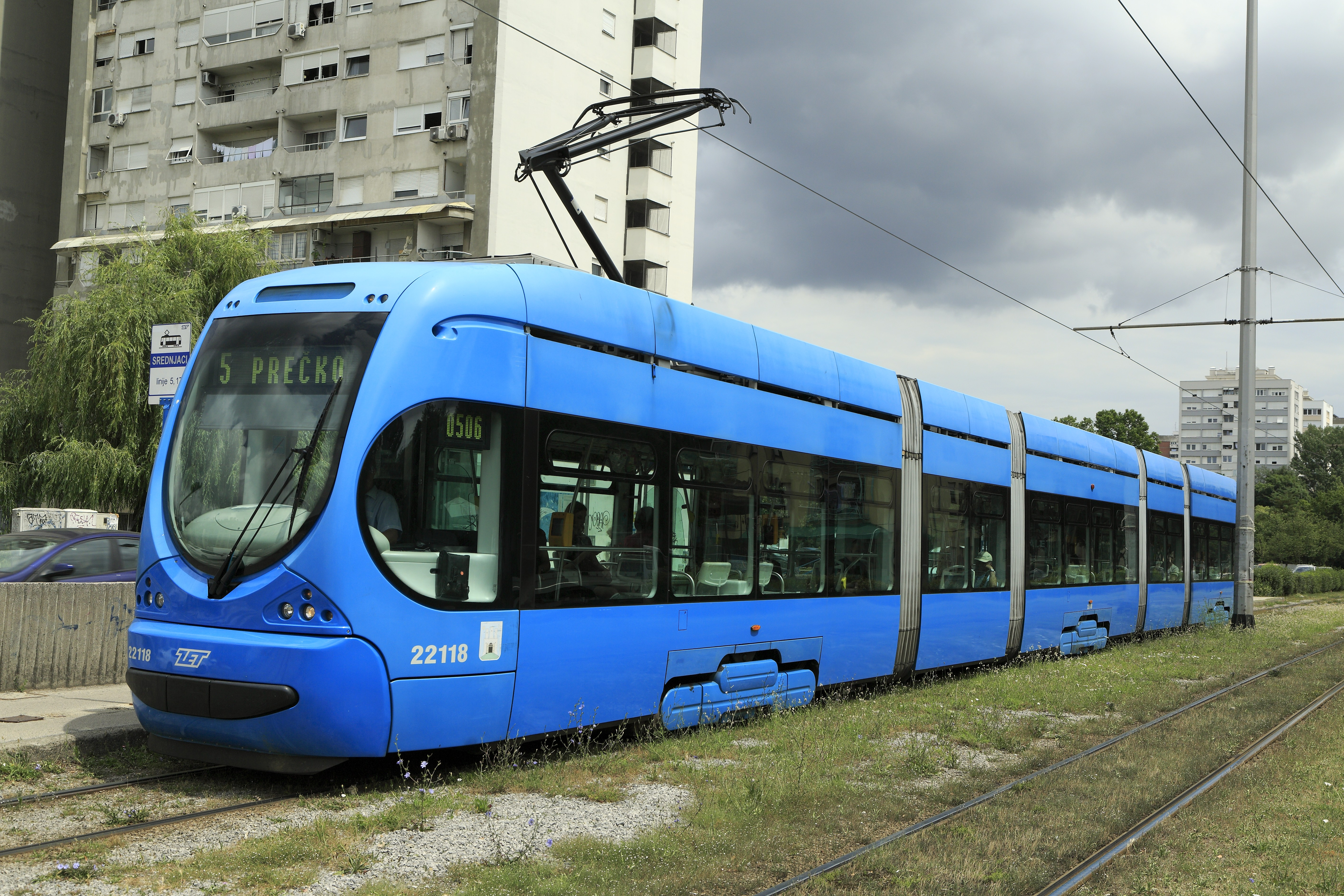
TMK 2200（2018年撮影）
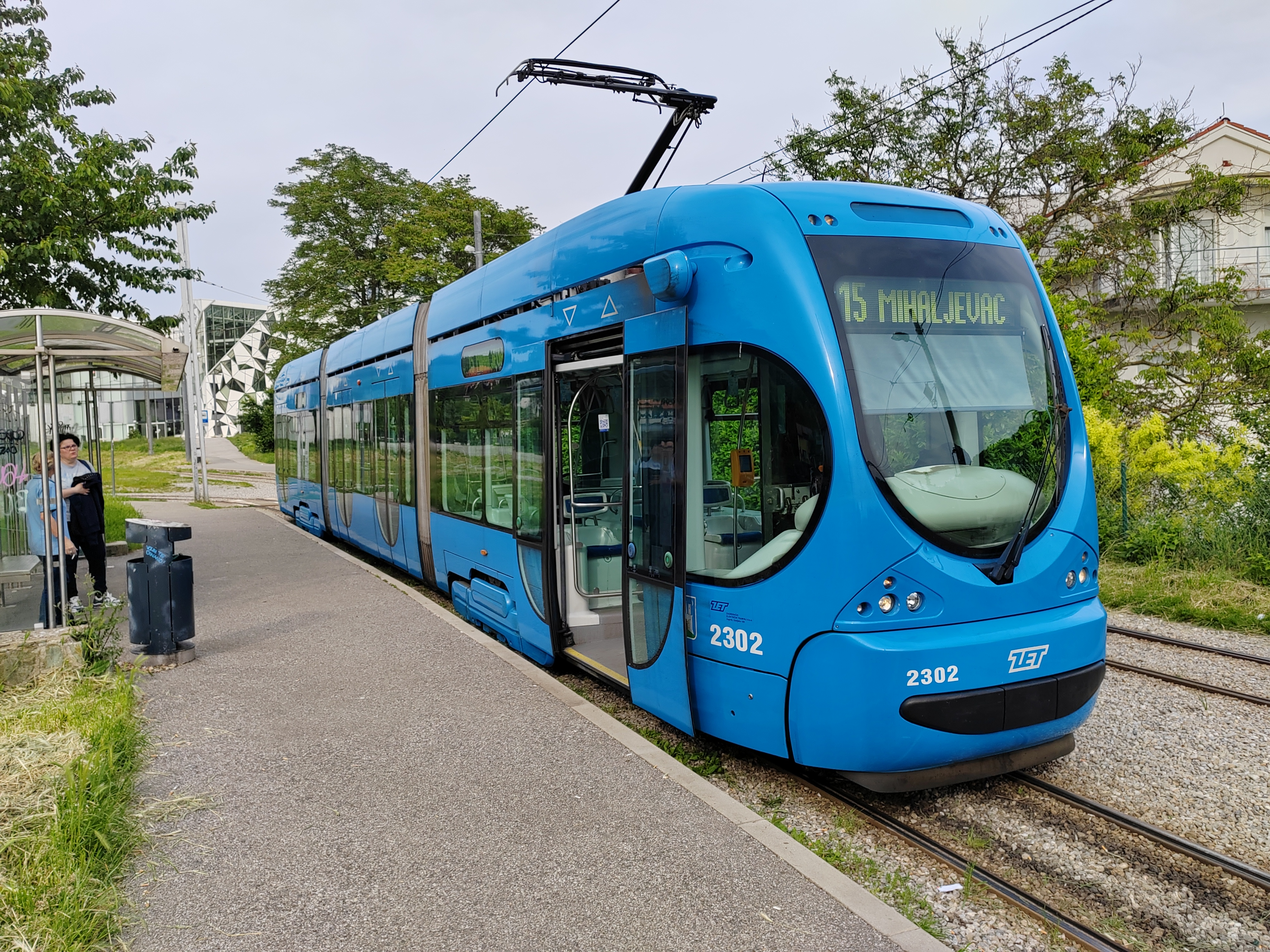
TMK 2300（2023年撮影）
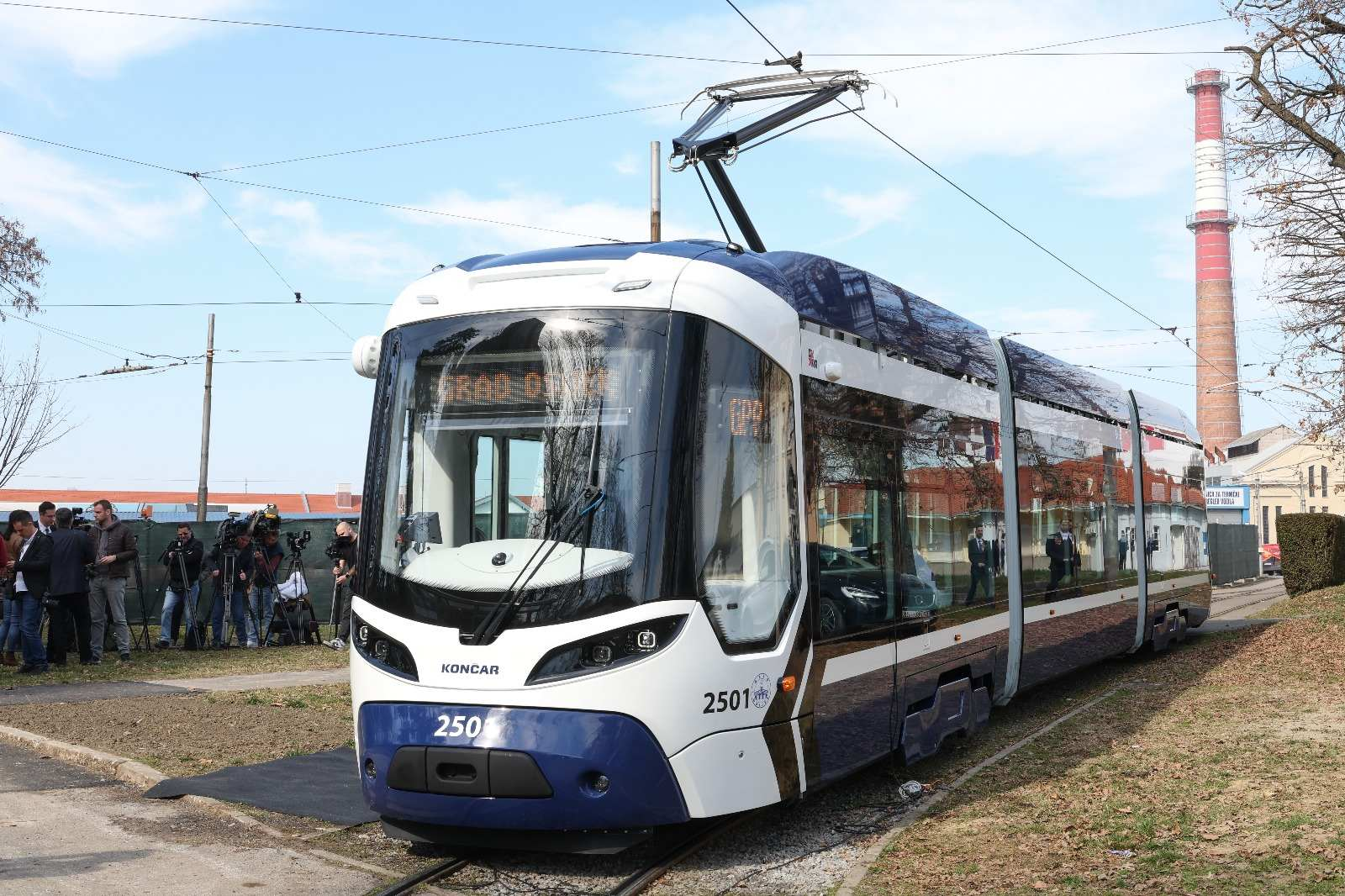
TMK 2500（2025年撮影）